# Parco di Buddha

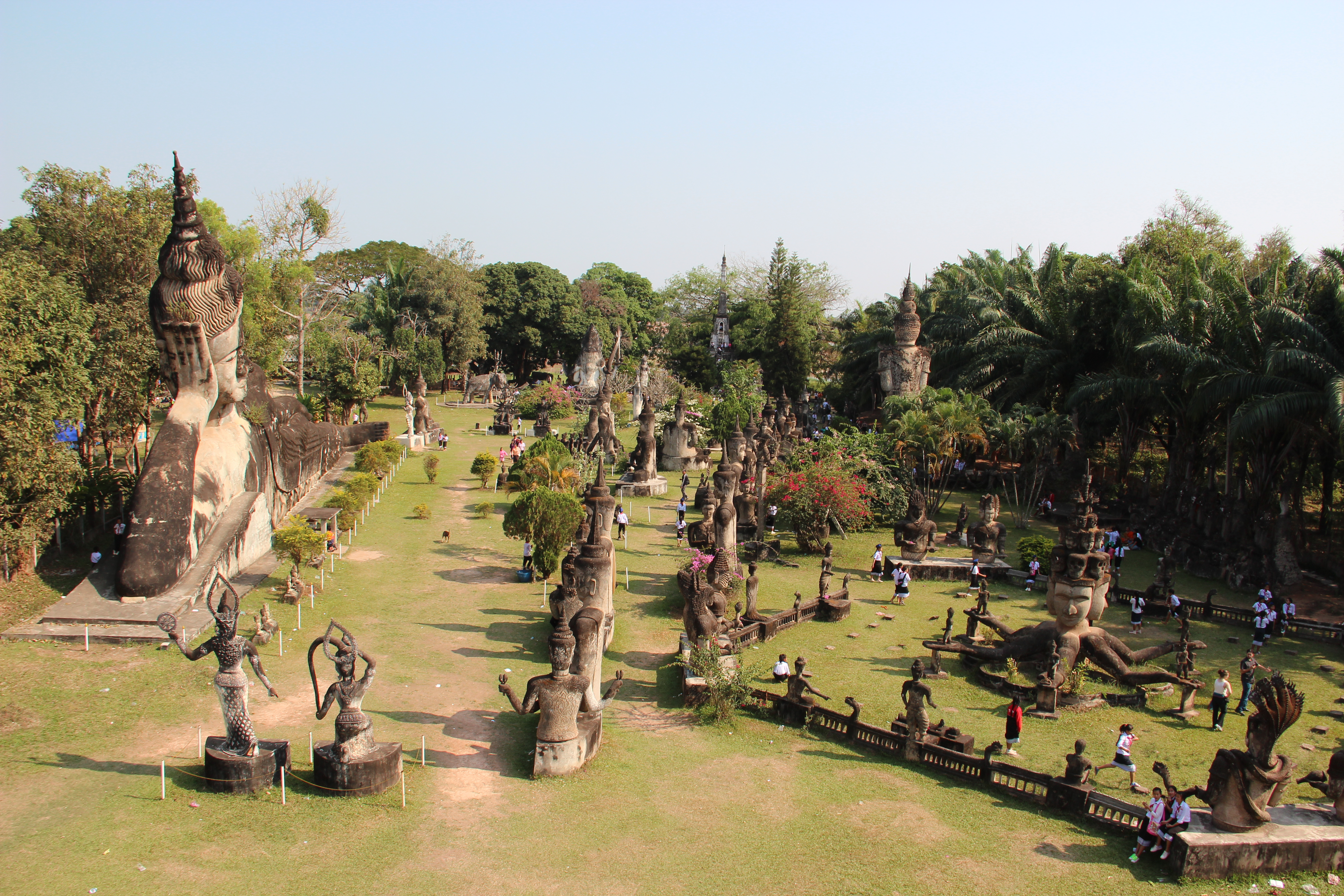
Parco di Buddha (2012)

Il parco di Buddha, o Buddha Park, in lingua lao Wat Xieng Khuan. è un parco tematico a carattere religioso ubicato nel Laos, a circa 25 km dalla capitale, Vientiane, nei pressi del confine con la Thailandia.

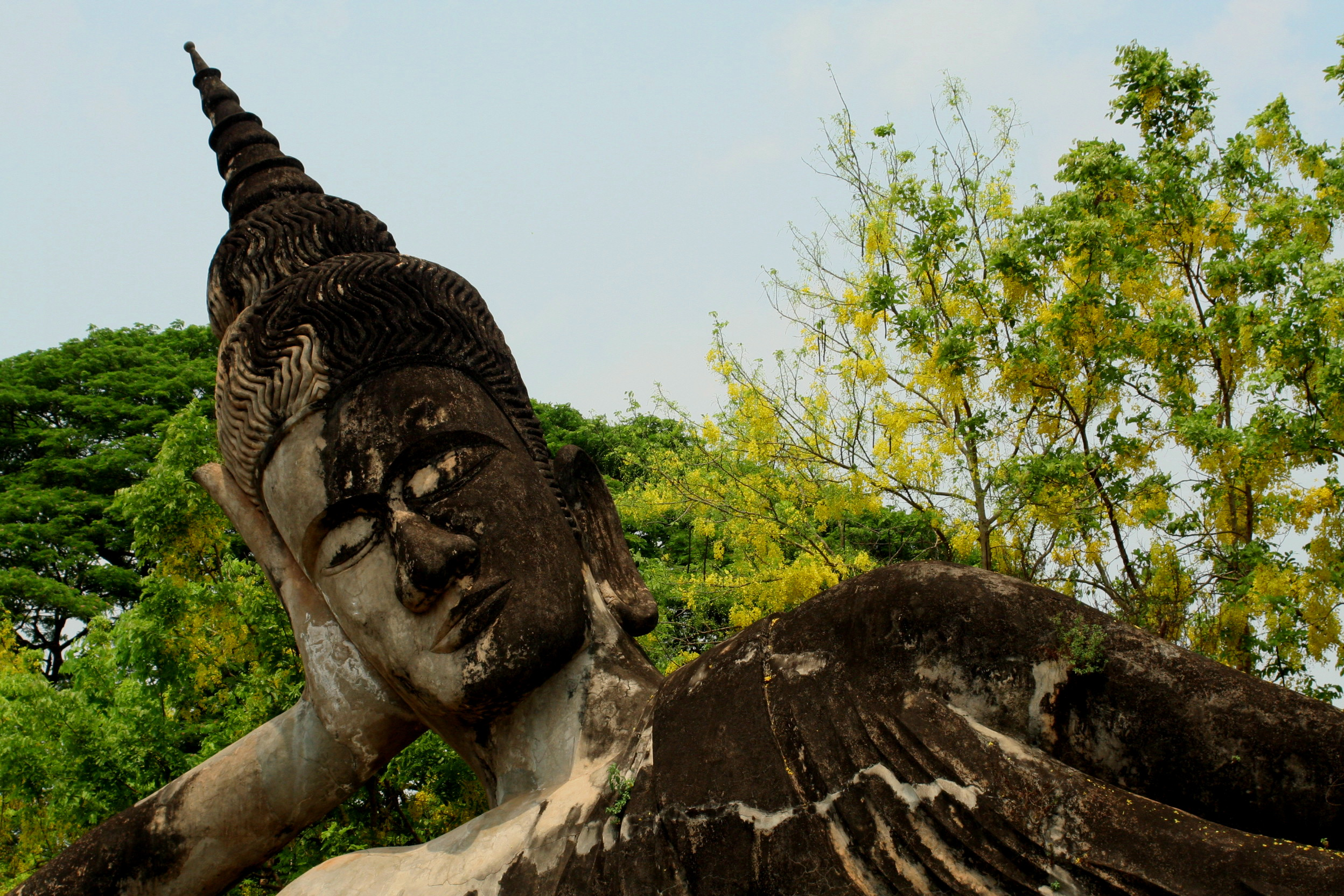
La grande statua del Buddha reclinato

## Storia
Il parco è stato ideato e realizzato nel 1958 da Luang Pu Bunleua Sulilat, un religioso buddista-induista, allo scopo di unire le due diverse religioni per mezzo dell'arte. Il parco sarebbe stato realizzato grazie all'impiego di manovalanza volontaria non specializzata, sotto la supervisione di Luang Pu Bunleua Sulilat.

## Descrizione
Il parco contiene circa 200 statue in cemento armato, alcune di grandi dimensioni e ornate con bizzarre decorazioni, che rappresentano miti di entrambe le religioni, animali fantastici e demoni. Le opere sembrano essere molto antiche pur risalendo solo a pochi decenni fa.
L'installazione richiama molto da vicino i giardini europei del XVI secolo ed in particolare il Parco dei Mostri di Bomarzo, nel Lazio. Tra le molte imponenti statue vi è quella raffigurante il Buddha reclinato della lunghezza di circa 40 m. Altra opera notevole è una mostruosa testa, all'interno della quale è situata una scala; entrando attraverso la bocca spalancata, percorrendo tutti i gradini, simbolicamente si attraversa l'inferno fino a giungere in paradiso, rappresentato dalla bella vista del parco dall'alto.
Il Buddha Park si raggiunge facilmente da Vientiane sia in autobus che con un mezzo proprio.